# علی‌آباد (علی‌آباد)
علی‌آباد روستایی در دهستان علی‌آباد بخش مرکزی شهرستان تفت استان یزد ایران است.

## جمعیت
بر پایه سرشماری عمومی نفوس و مسکن در سال ۱۳۹۵ جمعیت این روستا ۷۱۵ نفر (۲۵۴خانوار) بوده‌است.